# Альтерсбах
Альтерсбах (нем. Altersbach) — община в Германии, в земле Тюрингия. 
Входит в состав района Шмалькальден-Майнинген. Подчиняется управлению Хазельгрунд.  Население составляет 528 человек (на 31 декабря 2010 года). Занимает площадь 3,15 км².